# Gabra
Gabra (bułg. Габра) – wieś w Bułgarii, w obwodzie sofijskim, w gminie Elin Pelin. Według danych szacunkowych Ujednoliconego Systemu Ewidencji Ludności oraz Usług Administracyjnych dla Ludności, 15 grudnia 2018 roku miejscowość liczyła 864 mieszkańców.